# Шаранси-Везен
Шаранси́-Везе́н (фр. Charency-Vezin) — коммуна во французском департаменте Мёрт и Мозель региона Гранд-Эст. Относится к кантону Лонгийон.	

## География

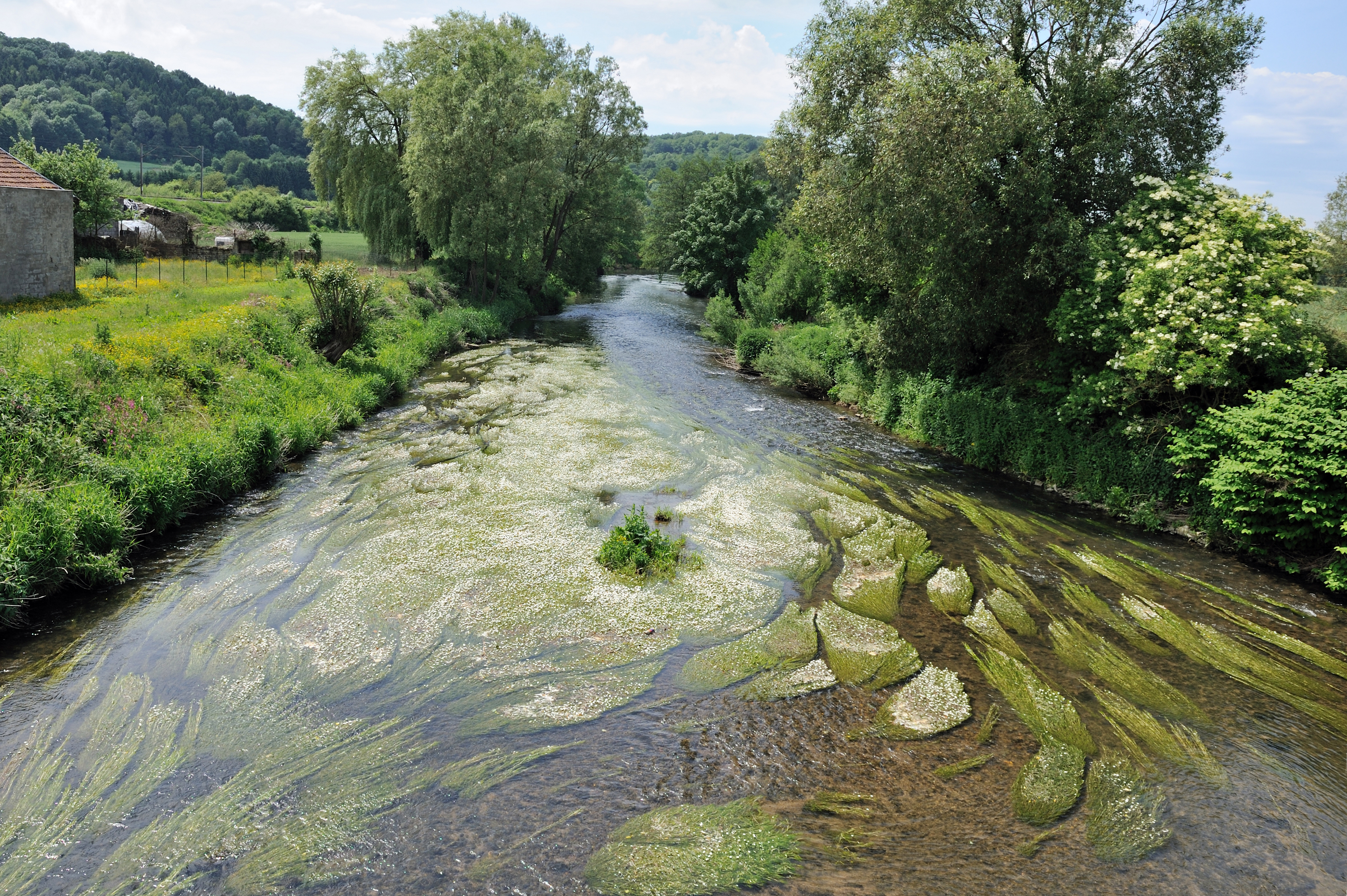
Река Шьер в Шаранси-Везен.

Шаранси-Везен расположен в 65 км к северо-западу от Меца и в 105 км к северо-западу от Нанси. Соседние коммуны: Эпье-сюр-Шье на севере, Аллондрель-ла-Мальмезон на северо-востоке, Виллет и Кольме на юго-востоке, Виллер-ле-Рон, Сен-Жан-ле-Лонгийон и Флассиньи на юго-западе, От, Базей-сюр-Отен, Велон и бельгийский Торньи на северо-западе.
Коммуна стоит на реке Шьер.

## История
- На территории коммуны находятся следы галло-романской и франкской культур. Древнеримская вилла в месте Дуар была взорвана в 1889 году.
- История двух общин Везен и Шаранси является общей, начиная с 1263 года.

## Демография
Население коммуны на 2010 год составляло 658 человек.
| 1962 | 1968 | 1975 | 1982 | 1990 | 1999 | 2010 |
| ---- | ---- | ---- | ---- | ---- | ---- | ---- |
| 621  | 648  | 591  | 557  | 505  | 561  | 658  |

## Достопримечательности
- Могильный памятник, найденный в 1889 году в местечке Пьес-де-Мец, в настоящее время находится в Музее Лотарингии в Нанси.
- Скульптура франкского периода, найденная в 1889 году в местечке Маоме, сейчас представлена в музее Меца.
- Германское кладбище.

## Известные уроженцы
- Анри Жиске (1792—1866) — французский банкир, промышленник, функционер и политический деятель.

## Галерея

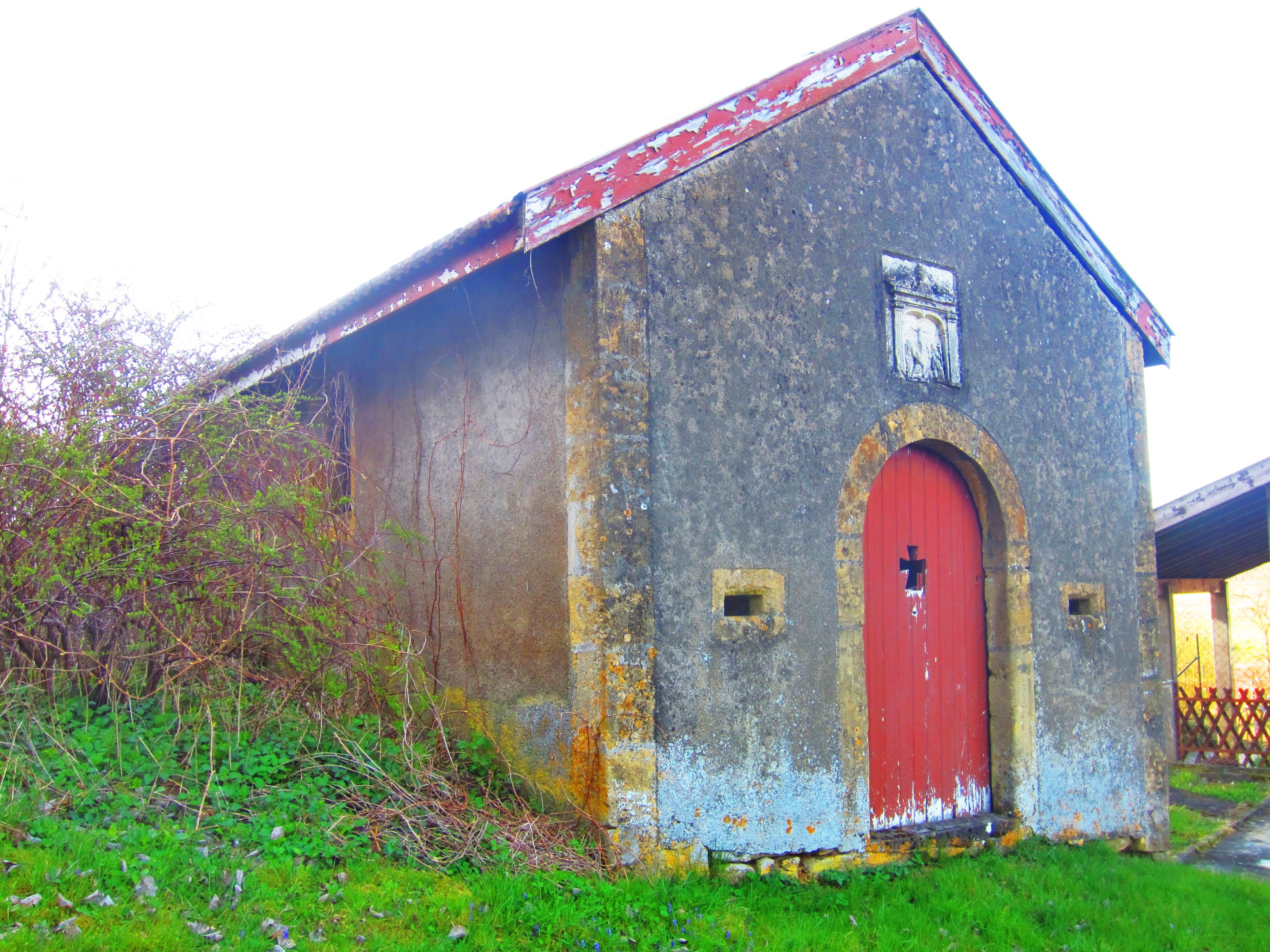
Часовня Сен-Кюни в Везен.
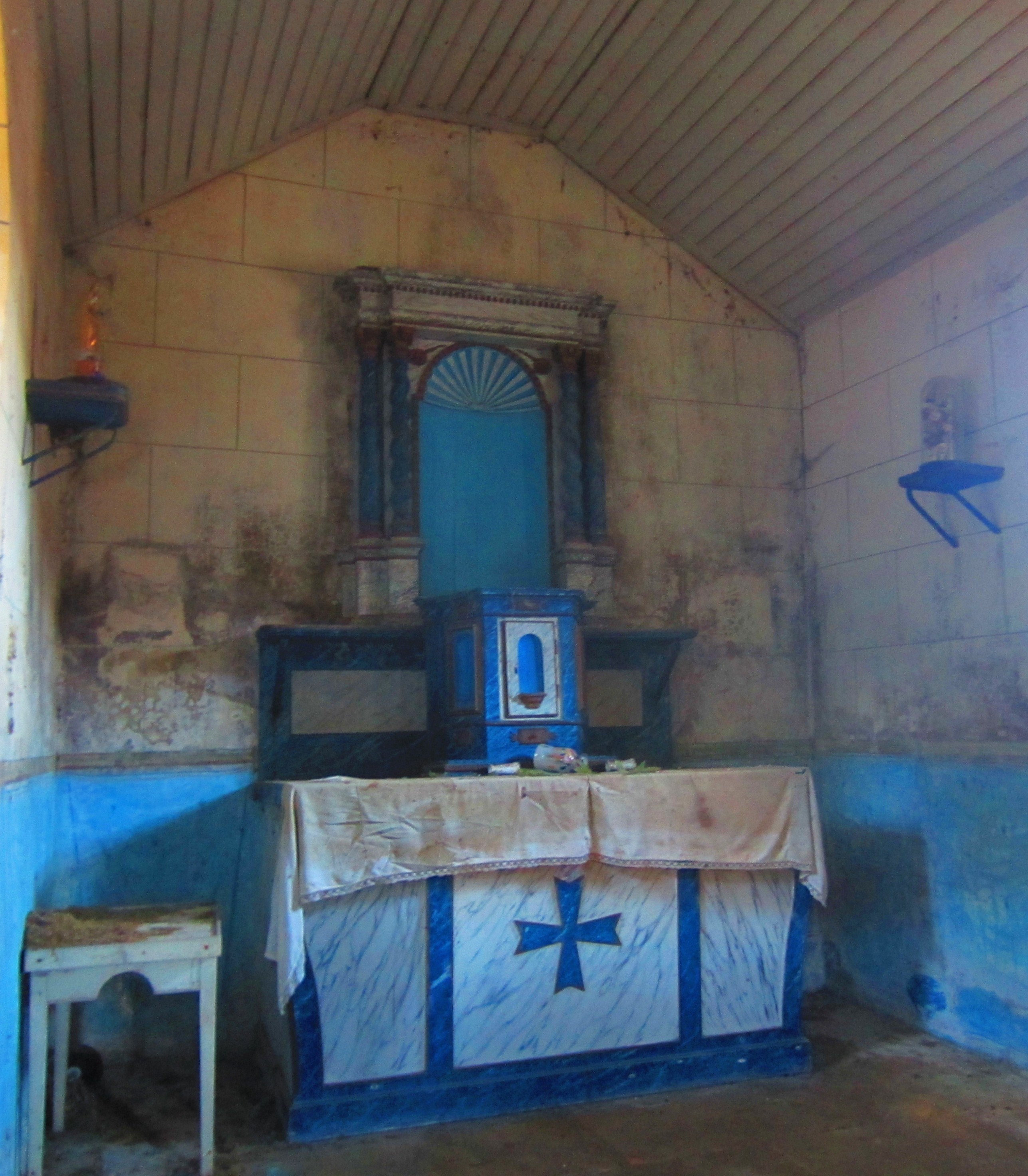
Внутреннее убранство часовни.
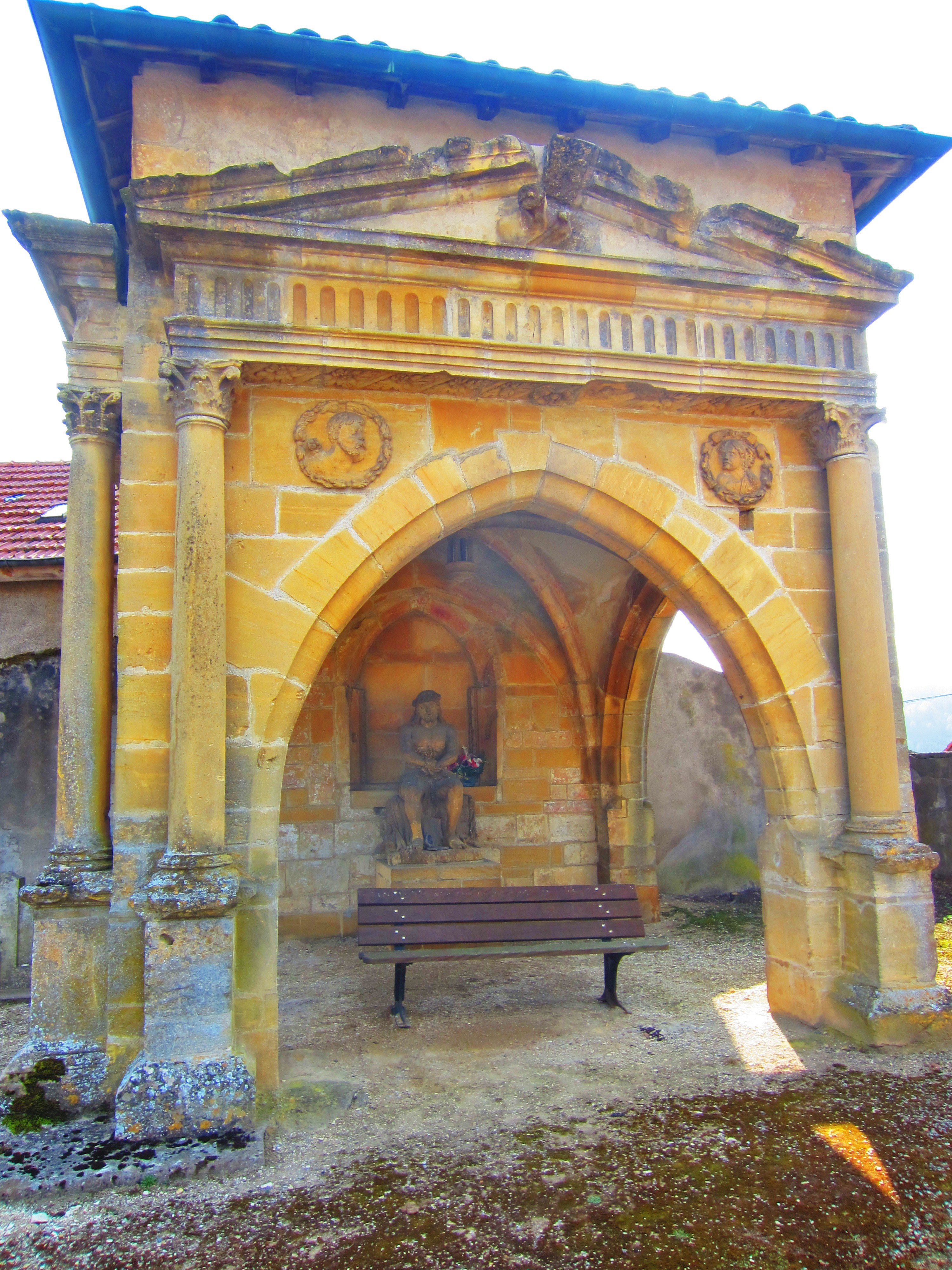
Древний оссуарий на кладбище в Шаранси.
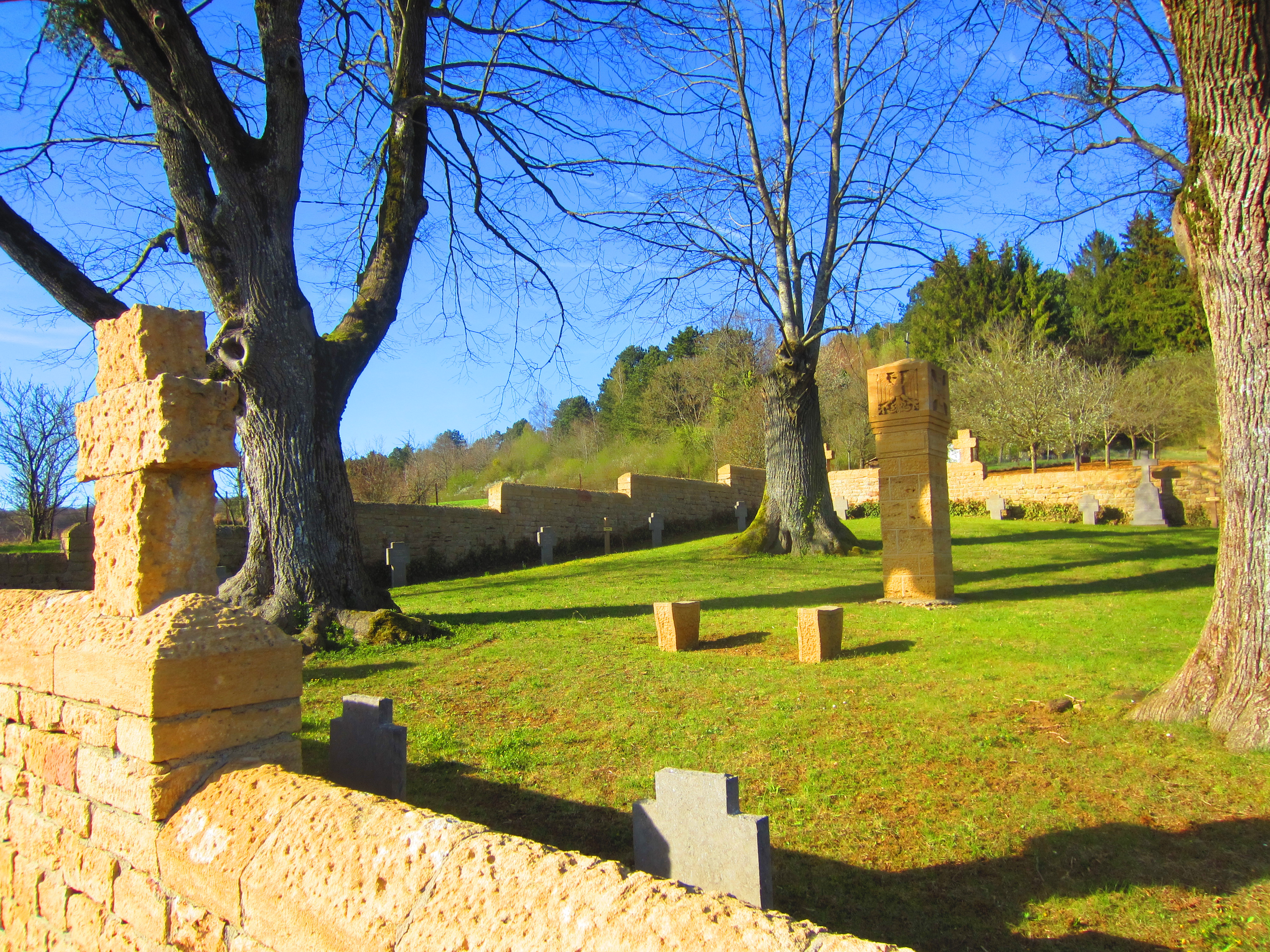
Немецкое военное кладбище.